# ОЦ-27
ОЦ-27 «Бердыш» — российский пистолет, разработанный в начале 1990-х годов группой конструкторов ЦКИБ СОО под руководством И. Я. Стечкина и Б. В. Авраамова.
Разработка нового армейского пистолета, способного после замены ствола и магазина использовать различные типы патронов (7,62×25 мм ТТ, 9×18 мм ПМ и ПММ, 9×19 мм Парабеллум) была начата в Тульском ЦКИБ СОО в начале 1990-х годов в рамках темы НИОКР «Грач». Для испытаний был изготовлен первый прототип нового пистолета ПСА (заводской индекс ТКБ 0220).
В 1994 году предсерийный образец пистолета ОЦ-27 был представлен на оружейной выставке в Москве, примерно тогда же пистолет был снят с армейского конкурса и дальнейшая разработка велась для МВД России. После того, как ЦКИБ СОО вошел в состав Тульского КБ Приборостроения, разработка и производство пистолета были сосредоточены в КБП.

## Конструкция
Оружие практически полностью выполнено из стали, щёчки рукоятки изготовлены из пластмассы.
Пистолет ОЦ-27 является самозарядным, автоматика использует энергию отдачи при свободном затворе. Возвратная пружина расположена вокруг ствола, в нижней части затвора расположен специальный демпфер отдачи.
Ствол является быстросъёмным, что позволяет легко менять калибр оружия. В канале ствола — шесть правых нарезов, профиль нарезов имеет овальную форму. Предусматривалось три варианта ствола: под патрон 9×18 мм ПМ или ПММ, под 9×19 мм «Парабеллум» и под 7,62×25 мм ТТ. Это было обусловлено тем, что на складах хранилось много патронов ТТ, а производство патронов «Парабеллум» было освоено Тульским патронным заводом и Новосибирским заводом низковольтной аппаратуры (сейчас на его месте работает Новосибирский патронный завод). В настоящее время ОЦ-27 выпускается только под патроны ПМ и «Парабеллум».
Ударный механизм куркового типа, с открыто расположенным курком. Спусковой механизм двойного действия.
В конструкцию затвора введён указатель наличия патрона в патроннике. Эта деталь позволяет визуально контролировать наличие патрона в стволе перед выстрелом. При досылании патрона в патронник донце гильзы воздействует на пятку указателя, расположенную в чашечке затвора. При этом задняя его часть выступает за габарит затвора и попадает в поле видимости стрелка.
В нижней передней части затвора расположен буфер с полиуретановым сердечником. Он предназначен для гашения энергии отката затвора в крайнем заднем положении при ведении стрельбы.
Коробчатый магазин вмещает 18 шт. 7,62-мм патронов или 15 шт. 9-мм патронов, которые располагаются в шахматном порядке.
Предохранитель двусторонний, расположен на затворе, и имеет три положения. Нижнее — «огонь», среднее — «предохранитель включён» (ударник, курок и затвор заперты), верхнее — «безопасный спуск курка» (после спуска курка предохранитель автоматически возвращается в среднее положение).
Прицельные приспособления открытые, фиксированные. Для удобства прицеливания в условиях сумерек на мушку и целик нанесены марки со светящимся составом. Под стволом на рамке выполнены направляющие для крепления тактического фонаря или лазерного указателя.
Пистолет достаточно надёжен в эксплуатации и прост в устройстве. Его конструкция позволяет успешно вести огонь как с правой руки, так и с левой. Для этого кнопка фиксатора магазина и флажок предохранителя предусмотрительно выведены на обе стороны. Чтобы удобно было удерживать пистолет при стрельбе с двух рук, в передней части спусковой скобы предусмотрен удобный вырез с поперечной насечкой.
Обслуживание пистолета не вызывает затруднений. Единственной его особенностью является то, что замыкатель затвора расположен в нижней части рамки, внутри спусковой скобы. При разборке его открывание возможно только с предварительной установкой курка на боевой взвод. Для удобного размещения пистолета, комплекта сменных стволов и магазинов разработан специальный дипломат.

## Варианты и модификации
- ПСА («пистолет конструкции Стечкина — Авраамова») — опытный образец, разработанный для участия в конкурсе на армейский пистолет;
- ОЦ-27 под патрон 9×18 мм ПМ и ПММ;
- ОЦ-27-2 под патрон 9×19 мм «Парабеллум»;
- ОЦ-27-7 под патрон 7,62×25 мм ТТ.

## На вооружении
- Россия — некоторое количество пистолетов ОЦ-27 поступило на вооружение различных подразделений МВД России (в частности, вневедомственной охраны[4] и ФГУП «Охрана»[5]). С 2006 года ОЦ-27 находится на вооружении прокуратуры РФ в качестве оружия самозащиты для прокуроров и следователей[6]. Кроме того, с декабря 2005 года они являются наградным оружием (в комплекте с пистолетом — 2 магазина и 36 шт. патронов)[7].

## Музейные экспонаты
- один ОЦ-27 (номер 3) является экспонатом Тульского государственного музея оружия[8]